# Arron Monk
Arron Monk (Andover, 1990. április 15. –) angol dartsjátékos. 2007-től 2020-ig, majd 2023-tól a Professional Darts Corporation tagja. 2006 és 2007, valamint 2021 és 2022 között a World Darts Federation versenyein indult. 2011-ben megnyerte a PDC ifjúsági világbajnokságát. Beceneve "Mad Monk". Édesapja, Colin Monk szintén profi dartsjátékos.

## Pályafutása

### PDC
Monk első nagytornája a PDC-nél a 2010-es UK Open volt, amelyen a harmadik körig sikerült eljutnia. 2011-ben részt vett a PDC U21-es világbajnokságán, amelyet végül meg is nyert Michael van Gerwen ellen. Ezzel a teljesítményével automatikusan részt vehetett a Grand Slam of Darts nagytornán is.
2012-ben először sikerült kvalifikálnia magát a PDC világbajnokságára, ahol az első körben Kevin Paintertől szenvedett 3–1-es vereséget. A 2012-es UK Open-en a legjobb 32-ig jutott, majd a 13. Players Championship állomáson először jutott el egy PDC verseny elődöntőjébe. Ebben az évben részt vett a PDC által rendezett Youth Tour sorozatban is, ahol hat győzelmet sikerült szereznie.
A 2012-es évet a Pro Tour ranglistán a 35. helyen zárta, amivel újra sikerült kijutnia a világbajnokságra. A vb-n ezúttal a skót Peter Wright-tal találkozott az első fordulóban, akitől 3–0-ás vereséget szenvedett és kiesett.
2014-ben ismét sikerült kijutnia a PDC-dartsvilágbajnokságra, de ebben az évben sem tudott továbbjutnia az első fordulóból, ahol ezúttal Justin Pipe búcsúztatta szintén 3–0-val.
A következő világbajnoksága a 2020-as volt, amelyet az első körben a spanyol José Justicia ellen kezdhetett meg, akitől végül úgyszintén 3–0-ra kapott ki Monk.

## Világbajnoki szereplései

### PDC
- 2012: Első kör (vereség  Kevin Painter ellen 1–3)
- 2013: Első kör (vereség  Peter Wright ellen 0–3)
- 2014: Első kör (vereség  Justin Pipe ellen 0–3)
- 2020: Első kör (vereség  José Justicia ellen 0–3)

## Tornagyőzelmei
| PDC Development Tour - Development Tour: 2012 (x6) PDC World Championship Qualifiers - PDC World Championship Qualifiers: 2011 PDC World Youth Championship - World Youth Championship: 2011 | - British Internationals: 2022 - PDPA Qualifier: 2012 - PDC Q-School: 2023 Youth events - Colin Monk Classic: 2011 - Eastbourne Open: 2010 - Hampshire Open: 2010 - Mill Rythe Darts Festival: 2009 - New Kids On The Oche: 2008 |